# HD 111980
HD 111980 (HIP 62882 / SAO 157573) es una estrella en la constelación de Corvus, el cuervo.
De magnitud aparente +8,38, no tiene denominación de Bayer ni número de Flamsteed, por lo que conocida por su número de catálogo de Henry Draper o Hipparcos.
HD 111980 se encuentra a 310 años luz del sistema solar.
Aparece catalogada en la base de datos SIMBAD como enana amarilla de tipo espectral F7V, aunque otras fuentes la señalan como posible estrella subenana.
Tiene una temperatura efectiva de 5641 ± 101 K y se caracteriza por su contenido relativo de hierro —índice de la metalicidad de una estrella— extremadamente bajo, en torno al 8% del valor solar.
Los contenidos de sodio, cromo y níquel son comparables al de hierro, pero elementos como magnesio, silicio o calcio, aun siendo mucho menos abundantes de que en el Sol, son relativamente menos escasos.
Otro aspecto notable en HD 111980 es su órbita alrededor del centro de la Vía Láctea.
En comparación a la mayor parte de las estrellas, cuya máxima separación respecto al plano galáctico no suele superar 1 kilopársec, la órbita de HD 111980 la lleva hasta una distancia de 16,86 kiloparsecs del plano de la galaxia, lo que pone de manifiesto su condición de estrella del halo. La estrella de Kapteyn y Groombridge 1830 son dos ejemplos de este grupo de estrellas.
Además, HD 111980 es considerada una «estrella α-alta»; éstas son viejas estrellas de disco e incluso del núcleo, «aceleradas» a cinemáticas de halo por la fusión de galaxias, aunque también pueden ser aquellas primeras estrellas formadas en el colapso de la nube de gas proto-galáctica.
La edad estimada de HD 111980 se sitúa entre los 7.300 y los 10.500 millones de años.
Por último, HD 111980 es una estrella binaria, cuya duplicidad se ha detectado mediante espectroscopia.
Nada se sabe de la estrella acompañante, salvo que cada 12,431 días completa una vuelta en torno a su compañera.